# La Perrière (Savoia)
La Perrière è un comune francese di 447 abitanti situato nel dipartimento della Savoia della regione dell'Alvernia-Rodano-Alpi.

## Società

### Evoluzione demografica
Abitanti censiti